# Општина Илинден
Општина Илинден је једна од општина Скопског статистичког региона у Северној Македонији. Седиште општине је истоимено насеље Илинден.

## Положај
Општина Илинден налази се у северном делу Северне Македоније. Са других страна се налазе друге општине Северне Македоније:
- север — Општина Арачиново
- исток — Општина Куманово
- југ — Општина Петровец
- запад — Општина Гази Баба

## Природне одлике
Рељеф: Општина Илинден се налази у Скопском пољу, непосредно источно од Скопља. Већи део је општине је раван и плодан, па је обрађено око 70% површине општине.
Клима у општини је умереноконтинентална.
Воде: Већи део општине је у сливу Вардара.

## Становништво
Општина Илинден имала је по последњем попису из 2002. г. 15.984 ст., од чега у седишту општине 4.931 ст (31%). Општина је густо насељена.
Национални састав по попису из 2002. године био је:
|           | Број   | Постотак |
| Укупно    | 15.984 | 100%     |
| Македонци | 13.959 | 87,8%    |
| Срби      | 912    | 5,7%     |
| Роми      | 428    | 2,7%     |
| Албанци   | 352    | 2,2%     |
| остали    | 243    | 1,5%     |

## Насељена места
У општини постоји 12 насељених места, 12 са статусом села:
(* — насеље са српском мањином)
| - Илинден - Ајватовци - Бујковци - Бунарџик - Бучинци - Дељадровци | - Кадино - Марино - Миладиновци - Мралино* - Мршевци* - Текија |  |

## Привреда
Око 70% земљишта се обрађује (гаје се претежно житарице), а на подручју општине се налази и неколико важних индустријско-економских објеката као Рафинерија нафте ОКТА и Слободна економска зона „Бунарџик“.